# فینال لیگ قهرمانان اقیانوسیه ۲۰۲۴
فینال لیگ قهرمانان اقیانوسیه ۲۰۲۴ بازی نهایی لیگ قهرمانان اقیانوسیه ۲۰۲۴ بود، بیست و سومین دوره مسابقات قهرمانی باشگاه‌های اقیانوسیه، مسابقات فوتبال باشگاهی برتر در اقیانوسیه بود که توسط کنفدراسیون فوتبال اقیانوسیه (اواف‌سی) سازماندهی شد و هجدهمین فصل با نام فعلی لیگ قهرمانان اقیانوسیه بود.
فینال به صورت تک‌مسابقه بین تیم‌های اوکلند سیتی از نیوزیلند و پیرائه از تاهیتی برگزار شد. این مسابقه در ورزشگاه پاتر در پیرائه در ۲۴ مه ۲۰۲۴ برگزار شد.

## مسابقه
| اوکلند سیتی                                     | ۴–۰   | پیرائه |
| ----------------------------------------------- | ----- | ------ |
| - دن هیجر ۶' - گیلیون ۳۰' - اوکیچ ۴۸' - گری ۵۹' | گزارش |        |